# Rita Schwarzelühr-Sutter
Rita Schwarzelühr-Sutter est une femme politique allemande née le 13 octobre 1962 à Waldshut (Bade-Wurtemberg), membre du Parti social-démocrate d'Allemagne.

## Formation
Elle étudie l'administration des affaires à l'université de Fribourg-en-Brisgau et à l'École polytechnique fédérale de Zurich dont elle est diplômée en 1989.

## Parcours politique
Rita Schwarzelühr-Sutter rejoint le SPD en 1994.
Elle est élue pour la première fois au Bundestag lors des élections fédérales allemandes de 2005. Elle manque de peu la réélection lors des élections de 2009 mais retourne au Bundestag l'année suivante en tant que successeur désigné d'Hermann Scheer à la mort de ce dernier. Elle est réélue lors des élections fédérales de 2013, 2017 et 2021.
En 2013, elle est nommée secrétaire d'État parlementaire dans le cabinet Merkel III.